# Скварук, Андрей Богданович
Андрей Богданович Скварук (род. 9 марта 1967 года в Шныреве) — украинский спортсмен, метатель молота, Мастер спорта Украины международного класса. Наибольшим успехом Андрея Скварука — одного из лучших мировых метателей молота середины 90-х — является серебряная медаль чемпионата мира, проходившего в Афинах в 1997 году.

## Биография
Родился 9 марта 1967 года в селе Шнырев. Учился в восьмилетней школе села Шнырев на Львовщине, всегда участвовал в различных спортивных соревнованиях. В седьмом классе выступил на районных соревнованиях по лёгкой атлетике, где его заметил тренер львовского спортинтерната Евгений Васильевич Сюч. Он пригласил его во Львов, но родители Андрея не согласились на переезд. В следующем году тренер вновь приехал в Броды на соревнования и снова пригласил в областной центр.
После окончания «восьмилетки» передо мной встал вопрос, где продолжить обучение, и я выбрал спортинтернат. В девятом классе я взял в руки молот, занимался ещё и с ядром и диском. Со временем я окончательно определился со специальностью. В десятом классе выполнил норматив кандидата в мастера спорта. Это произошло на соревнованиях в Ивано-Франковске, где я метнул молот на 9 м 96 см.Андрей Скварук
Андрей пытался поступить в Львовский мединститут, однако не смог сдать вступительные экзамены, а потому продолжил обучение в техучилище № 57.
После неудачи при поступлении в мединститут едва не покинул спорт. Почти год не тренировался, но потом понял: я и спорт — неотделимы.Андрей Скварук
Впоследствии познакомился с тренером Владимиром Гудилиным, который пригласил его в Ровно. Там он стал студентом механического факультета института инженеров водного хозяйства. На первом курсе был призван в ряды Советской армии, где служил в спортроте, регулярно тренировался и достиг неплохих результатов. В частности, победил на чемпионате СССР среди юниоров. После службы в армии поступил в Ровенский пединститут.
В 1997 году окончил Ровенский пединститут, специальность — преподаватель общетехнических дисциплин и физики.
Принимал участие в первенстве Украины в Днепропетровске, где занял второе место и выполнил норматив мастера спорта международного класса с результатом 77 м 80 см.
В 1996 году Скварук отправился на Олимпиаду в Атланту, где в метании молота занял четвёртое место с результатом 79,92 м, уступив 10 см соотечественнику Александру Крикуну. В 1999 году на Всемирных играх военнослужащих завоевал золото. Через год Скварук поехал на свою вторую Олимпиаду в Сиднее, где выиграл свою группу в квалификации, но стал лишь десятым в финале. Тем не менее, в том же году он выиграл финал Гран-при IAAF 2000.
Скварук женат, супруга — Яна, воспитывает сына Николая. С будущей женой познакомился в пединституте. Яна училась на музыкально-педагогическом факультете. В то время он лечился после травмы, а поэтому больше внимания уделял учёбе.

## Награды
- орденом «За заслуги» ІІІ ст. (1996)[1]